# San Joaquín (Wenezuela)
San Joaquín – miasto w Wenezueli, w stanie Carabobo, siedziba gminy San Joaquín.
Według danych szacunkowych na rok 2015 liczy 66 200 mieszkańców.